# Feugères
Feugères település Franciaországban, Manche megyében. Lakosainak száma 353 fő (2022. január 1.). Feugères Hauteville-la-Guichard, Marchésieux, Montcuit, Saint-Martin-d’Aubigny, Saint-Sauveur-Villages, Remilly Les Marais és Marigny-le-Lozon községekkel határos.

## Népesség
A település népességének változása:
| Lakosok száma | 344  | 288  | 302  | 344  | 351  | 344  | 333  | 330  | 338  | 353  |
|               | 1968 | 1982 | 1990 | 2006 | 2013 | 2015 | 2017 | 2019 | 2020 | 2022 |